# Jabari Smith Jr.
Jabari Montsho Smith Jr., né le 13 mai 2003 à Fayetteville en Géorgie, est un joueur américain de basket-ball mesurant 2,10 m et évoluant au poste d'ailier fort voire de pivot.

## Biographie

### Carrière au lycée
Smith commence à jouer au basket-ball en deuxième année au lycée de Sandy Creek à Tyrone, en Géorgie. En tant que junior, il compile en moyenne 24,5 points, 10,8 rebonds et 2,8 contres par match. Au cours de sa saison senior, ses statistiques moyennes sont de 24 points, 10 rebonds, 3 interceptions et 3 contres par match, menant son équipe à une deuxième place de classe 3A. Il est nommé Georgia Mr. Basketball, Georgia Gatorade Player of the Year et The Atlanta Journal-Constitution All-Classification Player of the Year. Smith est sélectionné pour le McDonald's All-American Game, le Jordan Brand Classic et le Nike Hoop Summit. Il concourt pour les Celtics d'Atlanta sur le circuit Amateur Athletic Union.

### Carrière universitaire
Smith est une recrue cinq étoiles consensuelle et l'un des meilleurs joueurs de la classe 2021. Le 9 octobre 2020, il annonce son engagement pour jouer au basket-ball universitaire pour l'université d'Auburn, ayant quand même reçu des offres de Tennessee, de Géorgie, de LSU, de Georgia Tech et de Caroline du Nord. Il devient le joueur le mieux classé à s'engager à Auburn à l'ère du recrutement moderne. 
Il fait ses débuts avec les Tigers contre Morehead State avec une victoire 77-54 de son équipe. Le 16 février 2022, Smith enregistre son record de la saison de 31 points lors d'une victoire 94 à 80 contre les Commodores de Vanderbilt. En première année, il obtient en moyenne 16,9 points, 7,4 rebonds et 2 passes décisives par match. À la fin de sa première saison, il reçoit de nombreux honneurs, notamment en étant nommé étudiant de première année (freshman) de la SEC de l'année, membre de la première équipe All-SEC et de la deuxième équipe All-American.
Le 5 avril 2022, il se présente à la draft 2022 de la NBA, renonçant à son éligibilité restante à l'université. L'ailier fort est projeté comme étant l'un des trois premiers choix sélectionnés à la draft voire le potentiel premier choix.

### Carrière professionnelle

#### Rockets de Houston (depuis 2022)
Il est choisi en 3e position par les Rockets de Houston lors de la draft 2022.
Le 30 juin 2025, Jabari Smith Jr. signe une prolongation de contrat de cinq ans avec les Houston Rockets, d’un montant total de 122 millions de dollars. Cette extension, entièrement garantie, débutera à partir de la saison 2026-2027 et le liera à la franchise jusqu’en 2031.

### Carrière en équipe nationale
Smith joue pour les États-Unis lors du Championnat des Amériques des moins de 16 ans 2019 à Belém, au Brésil. Il obtient des moyennes de 13,8 points et 6,2 rebonds par match et aide son équipe à remporter la médaille d'or.

### Vie privée
Il est le fils de Jabari Smith, choisi en 45e position de la draft 2000 par les Kings de Sacramento.

## Statistiques

### Universitaires
| Saison    | Équipe   | Matchs | Titul. | Min./m | % Tir | % 3pts | % LF | Rbds/m. | Pass/m. | Int/m. | Ctr/m. | Pts/m. |
| --------- | -------- | ------ | ------ | ------ | ----- | ------ | ---- | ------- | ------- | ------ | ------ | ------ |
| 2021-2022 | Auburn   | 34     | 34     | 28,8   | 42,9  | 42,0   | 79,9 | 7,40    | 2,00    | 1,10   | 1,00   | 16,90  |
| Carrière  | Carrière | 34     | 34     | 28,8   | 42,9  | 42,0   | 79,9 | 7,40    | 2,00    | 1,10   | 1,00   | 16,90  |

### Professionnelles

#### Saison régulière
| Saison    | Équipe   | Matchs | Titul. | Min./m | % Tir | % 3pts | % LF | Rbds/m. | Pass/m. | Int/m. | Ctr/m. | Pts/m. |
| --------- | -------- | ------ | ------ | ------ | ----- | ------ | ---- | ------- | ------- | ------ | ------ | ------ |
| 2022-2023 | Houston  | 79     | 79     | 31,0   | 40,8  | 30,7   | 78,6 | 7,20    | 1,28    | 0,54   | 0,94   | 12,78  |
| 2023-2024 | Houston  | 76     | 76     | 31,9   | 45,4  | 36,3   | 81,1 | 8,11    | 1,59    | 0,68   | 0,80   | 13,74  |
| 2024-2025 | Houston  | 57     | 39     | 30,1   | 43,8  | 35,4   | 82,5 | 7,00    | 1,05    | 0,44   | 0,72   | 12,25  |
| Carrière  | Carrière | 212    | 194    | 31,1   | 43,2  | 34,0   | 80,5 | 7,47    | 1,33    | 0,57   | 0,83   | 12,98  |

#### Playoffs
| Saison   | Équipe   | Matchs | Titul. | Min./m | % Tir | % 3pts | % LF | Rbds/m. | Pass/m. | Int/m. | Ctr/m. | Pts/m. |
| -------- | -------- | ------ | ------ | ------ | ----- | ------ | ---- | ------- | ------- | ------ | ------ | ------ |
| 2025     | Houston  | 7      | 0      | 20,5   | 50,0  | 45,5   | 80,0 | 3,86    | 0,57    | 0,14   | 0,71   | 7,43   |
| Carrière | Carrière | 7      | 0      | 20,5   | 50,0  | 45,5   | 80,0 | 3,86    | 0,57    | 0,14   | 0,71   | 7,43   |

## Palmarès et distinctions

### Distinctions personnelles

#### NBA
- NBA All-Rookie Second Team en 2023.

#### Lycée
- McDonald's All-American Game en 2021
- Jordan Brand Classic en 2021
- Nike Hoop Summit en 2021
- Mr. Georgia Basketball en 2021

#### Universitaire
- Consensus second-team All-American en 2022
- Wayman Tisdale Award en 2022
- NABC Freshman of the Year en 2022
- First-team All-SEC en 2022
- SEC Freshman of the Year en 2022
- SEC All-Freshman Team en 2022

#### En sélection
- Médaille d'or au Championnat des Amériques des moins de 16 ans 2019

## Records sur une rencontre en NBA
Les records personnels de Jabari Smith Jr. en NBA sont les suivants, :
| Type de statistique        | Saison régulière | Saison régulière        | Saison régulière |
| Type de statistique        | Record           | Adversaire              | Date             |
| -------------------------- | ---------------- | ----------------------- | ---------------- |
| Points                     | 34               | Hawks d'Atlanta         | 20 décembre 2023 |
| Paniers marqués            | 11               | 2 fois                  | 2 fois           |
| Paniers tentés             | 20               | @ Kings de Sacramento   | 13 janvier 2023  |
| Paniers à 3 points réussis | 5                | 4 fois                  | 4 fois           |
| Paniers à 3 points tentés  | 11               | 2 fois                  | 2 fois           |
| Lancers francs réussis     | 14               | Hawks d'Atlanta         | 20 décembre 2023 |
| Lancers francs tentés      | 14               | Hawks d'Atlanta         | 20 décembre 2023 |
| Rebonds offensifs          | 6                | 2 fois                  | 2 fois           |
| Rebonds défensifs          | 15               | Thunder d’Oklahoma City | 4 avril 2025     |
| Rebonds totaux             | 18               | Thunder d’Oklahoma City | 6 décembre 2023  |
| Passes décisives           | 4                | 4 fois                  | 4 fois           |
| Interceptions              | 3                | 3 fois                  | 3 fois           |
| Contres                    | 4                | Hawks d'Atlanta         | 20 décembre 2023 |
| Balles perdues             | 4                | 2 fois                  | 2 fois           |
| Minutes jouées             | 39               | 76ers de Philadelphie   | 5 décembre 2022  |

- Double-double : 39
- Triple-double : 0

Dernière mise à jour : 30 mars 2025